# Prix littéraires du Gouverneur général 2017
Les finalistes aux Prix littéraires du Gouverneur général pour 2017, un des principaux prix littéraires canadiens, ont été annoncés le 4 octobre 2017. Les lauréats ont été annoncés le 1er novembre 2017,.

## Français

### Prix du Gouverneur général: romans et nouvelles de langue française
- Christian Guay-Poliquin, Le Poids de la neige
- Virginie Blanchette-Doucet, 117 Nord
- Mylène Bouchard, L'Imparfaite Amitié
- Michael Delisle, Le Palais de la fatigue
- Stéphane Larue, Le Plongeur

### Prix du Gouverneur général: poésie de langue française
- Louise Dupré, La Main hantée
- Jean-Marc Desgent, Strange Fruits
- Annie Lafleur, Bec-de-lièvre
- Judy Quinn, Pas de tombeau pour les lieux
- Serge Patrice Thibodeau, L'Isle Haute en marge de Grand-Pré

### Prix du Gouverneur général: théâtre de langue française
- Sébastien David, Dimanche napalm
- Nathalie Boisvert, Antigone au printemps
- Emma Haché, Exercice de l'oubli
- Suzanne Lebeau, Trois petites sœurs
- Kevin McCoy, Norge

### Prix du Gouverneur général: études et essais de langue française
- Serge Bouchard, Les Yeux tristes de mon camion
- Benoît Côté, Propositions de clarté
- Daniel Grenier, La Solitude de l'écrivain de fond
- Nicolas Lévesque, Je sais trop bien ne pas exister
- Ouanessa Younsi, Soigner, aimer

### Prix du Gouverneur général: littérature jeunesse de langue française - texte
- Véronique Drouin, L'Importance de Mathilde Poisson
- Annie Bacon, Chroniques post-apocalyptiques d'une enfant sage
- Jocelyn Boisvert, Les Moustiques
- Roxane Desjardins, Moi qui marche à tâtons dans ma jeunesse noire
- K. Lambert, L'Élixir du baron Von Rezine

### Prix du Gouverneur général: littérature jeunesse de langue française - illustration
- Jacques Goldstyn, Azadah
- Pascal Blanchet, En voiture! L'Amérique en chemin de fer
- Fanny Britt et Isabelle Arsenault, Louis parmi les spectres
- Christiane Duchesne et Marion Arbona, Fred Petitchatminou
- Renée Robitaille et Slavka Kolesar, La Légende de Carcajou

### Prix du Gouverneur général: traduction de l'anglais vers le français
- Daniel Poliquin, Un barbare en Chine nouvelle (Alexandre Trudeau, Barbarian Lost: Travels in the New China)
- Carole Noël et Marianne Noël-Allen, Le Sans-papiers (Lawrence Hill, The Illegal)
- Paule Noyart, La Disparition d'Heinrich Schlögel (Martha Baillie, The Search for Heinrich Schlögelk)
- Lori Saint-Martin et Paul Gagné, Premières lueurs : mon combat contre le trouble de stress post-traumatique (Roméo Dallaire, Waiting for First Light: My Ongoing Battle with PTSD)
- Sophie Voillot, Le Sous-majordome (Patrick deWitt, Undermajordomo Minor)

## Anglais

### Prix du Gouverneur général: romans et nouvelles de langue anglaise
- Joel Thomas Hynes, We'll All Be Burnt in Our Beds Some Night
- Michael Kaan, The Water Beetles
- Alison MacLeod, All the Beloved Ghosts
- Jocelyn Parr, Uncertain Weights and Measures
- Kathleen Winter, Lost in September

### Prix du Gouverneur général: poésie de langue anglaise
- Richard Harrison, On Not Losing My Father's Ashes in the Flood
- Lorna Crozier, What the Soul Doesn't Want
- Nora Gould, Selah
- Benjamin Hertwig, Slow War
- Julia McCarthy, All the Names Between

### Prix du Gouverneur général: théâtre de langue anglaise
- Hiro Kanagawa, Indian Arm
- Robert Chafe, The Colony of Unrequited Dreams
- Anna Chatterton, Within the Glass
- Michael Healey, 1979
- Kate Hennig, The Virgin Trial

### Prix du Gouverneur général: études et essais de langue anglaise
- Graeme Wood, The Way of the Strangers: Encounters with the Islamic State
- Sharon Butala, Where I Live Now: A Journey through Love and Loss to Healing and Hope
- Sarah de Leeuw, Where It Hurts
- Elaine Dewar, The Handover: How Bigwigs and Bureaucrats Transferred Canada's Best Publisher and the Best Part of our Literary Heritage to a Foreign Multinational
- Carol Off, All We Leave Behind: A Reporter's Journey into the Lives of Others

### Prix du Gouverneur général: littérature jeunesse de langue anglaise - texte
- Cherie Dimaline, The Marrow Thieves
- Alison Hughes, Hit the Ground Running
- Aviaq Johnston, Those Who Run in the Sky
- Allan Stratton, The Way Back Home
- Danielle Younge-Ullman, Everything Beautiful Is Not Ruined

### Prix du Gouverneur général: littérature jeunesse de langue anglaise - illustration
- David Robertson et Julie Flett, When We Were Alone
- Marie-Louise Gay, Short Stories for Little Monsters
- Paul Harbridge et Matt James, When the Moon Comes
- Joanne Schwartz et Sydney Smith, Town Is By the Sea
- Jan Thornhill, The Tragic Tale of the Great Auk

### Prix du Gouverneur général: traduction du français vers l'anglais
- Oana Avasilichioaei, Readopolis (Bertrand Laverdure, Lectodôme)
- Katia Grubisic, Brothers (David Clerson, Frères)
- Howard Scott, Social Myths and Collective Imaginaries (Gérard Bouchard, Raison et déraison du mythe)
- Pablo Strauss, The Longest Year (Daniel Grenier, L'Année la plus longue)
- W. Donald Wilson, In Search of New Babylon (Dominique Scali, À la recherche de New Babylon)